# Campagne des U-boote en Méditerranée
Bataille de la Méditerranée (Seconde Guerre mondiale)
Batailles
1940
- Vado
- Siège de Malte
- Club Run
- Convoi Espero
- Mers el-Kébir
- Punta Stilo
- Cap Spada
- Hurry
- Cap Passero
- MB.8
- Tarente
- Détroit d'Otrante
- White
- Cap Teulada

1941
- Excess
- Convoi AN 14
- Grog
- Abstention
- Baie de La Sude
- Cap Matapan
- Îles Kerkennah
- Crète
- Galite
- Substance
- Halberd
- Convoi Duisburg
- Cap Bon
- Syrte (1941)
- Rade d'Alexandrie

1942
- Syrte (1942)
- Calendar
- Bowery
- Albumen
- Harpoon
- Vigorous
- Pedestal
- Agreement
- Torch
- Stoneage
- Sabordage de la flotte française à Toulon
- Portcullis
- Banc de Skerki
- Olterra (navire auxiliaire)
- Raid sur Alger

1943
- Zouara
- Convoi de Cigno
- Convoi de Campobasso
- Corkscrew
- Husky
- Gela
- Scylla
- Pietracorbara
- Dodécanèse
  - Rhodes
  - Leros
  - Kos
- Convoi KMF-25A

1944
- Ist
- Raid sur Santorin
- Raid sur Symi
- Port-Cros
- La Ciotat
- Île de Pag

1945
Mer Ligure
- Convois alliés
  - convois de Malte
- Campagne des U-boote
- Campagne adriatique

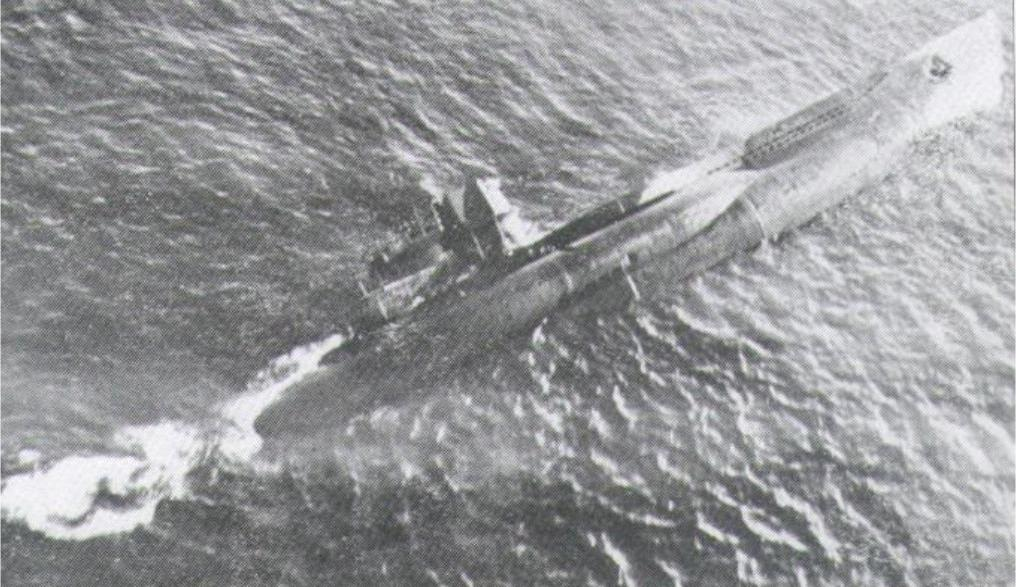
LU-617 échoué près de Melilla, au Maroc à la position après une attaque aérienne britannique le 12 septembre 1943.

La campagne des U-Boote en Méditerranée dura environ du 21 septembre 1941 au 19 septembre 1944, lors de la bataille méditerranéenne pendant la Seconde Guerre mondiale.
Les Italiens échouent à neutraliser la base britannique de Malte. En conséquence, les convois d'approvisionnement de l’Axe vers l'Afrique du Nord subirent des pertes sévères. Ce qui menaça la capacité des armées de l'Axe à combattre. Les Alliés, eux, étaient en mesure d’approvisionner leurs armées y compris Malte. La Kriegsmarine chercha à isoler Malte en perturbant les convois de ravitaillement britanniques destinés à l'île. Alors que les Alliés gagnaient de haute lutte, les opérations des sous-marins ciblèrent les différents débarquements en Europe du Sud.
Pendant la Seconde Guerre mondiale, quelque soixante sous-marins allemands accomplirent le passage périlleux vers la mer Méditerranée. Un seul réalisa ce voyage dans les deux sens,. Karl Dönitz, commandant en chef, de l’arme sous-marine, Befehlshaber der U-Boote (BdU) fut toujours réticent à envoyer ses bâtiments en Méditerranée, mais il reconnaissait que des goulets d’étranglement, tels que le détroit de Gibraltar, étaient susceptibles de regorger de navires ennemis à combattre, plutôt que de courir le vaste océan Atlantique[réf. nécessaire].
Les U-Boote furent envoyés pour aider les Italiens. Ils furent attaqués dans le détroit de Gibraltar (neuf furent coulés en tentant la traversée et dix autres, endommagés). La Méditerranée est une mer calme et claire qui rend difficile la fuite des sous-marins. L'Axe échoua en Méditerranée dans ses objectifs militaires.

## Expérience précédente
La Kriegsmarine avait acquis une certaine connaissance de la région ; Dönitz était officier à bord de l'UB-68, qui avait été coulé dans la région durant la Première Guerre mondiale.
Les U-Boote servirent également durant la guerre civile espagnole. Les républicains, avec douze sous-marins, s’opposèrent aux nationalistes, qui n’en avaient pas ; de sorte que la présence de sous-marins allemands était la bienvenue. Les deux premiers navires, l’U-33 et U-34, sous couvert de l’exercice d’entrainement Ursula, quittèrent Wilhelmshaven le 20 novembre 1936. Les deux sous-marins traversèrent la Manche et glissèrent dans la Méditerranée dans la nuit du 27 novembre. Ils entrèrent bientôt en action, l’U-34 tira une seule torpille contre un destroyer républicain dans la soirée du 1er décembre. Le projectile manqua sa cible, percutant des rochers. Le bâtiment, sous le commandement du lieutenant Harald Grosse, essaya de nouveau le 5 et le 8 décembre, toujours sans succès. L’U-33 ne fit pas mieux ; son commandant était frustré par l'absence d'identification des cibles ou les mouvements défensifs de ses cibles. Un seul navire fut coulé par les sous-marins, le sous-marin républicain C-3, qui fut attaqué par l’U-34, le 12 décembre.

## Les premières années
En octobre 1939, Dönitz avait décidé d'utiliser trois bâtiments à long rayon d’action pour intercepter les premiers convois alliés de la guerre. L’U-25, l’U-26 et l’U-53 se donnèrent rendez-vous au sud-ouest de l'Irlande avant de tenter de forcer le détroit et d'attaquer les convois en Méditerranée. Les choses commencèrent à aller mal dès le départ lorsque l’U-25 fut détourné vers un convoi au sud-ouest de Lisbonne. Après une attaque à la torpille ratée contre un paquebot le 31 octobre, Schultze, commandant de l'U-25, fit surface et se mit à faire feu sur sa cible avec son canon de pont. Ceci provoqua une fissure dans une partie vitale du sous-marin, obligeant le bateau à retourner en Allemagne. L’U-53 était à court de carburant après l'observation d'un convoi dans le golfe de Gascogne et fut également contraint de faire demi-tour.
Cela laissa l’U-26 seul, face à un ensemble de difficulté, des conditions météorologiques difficiles, des projecteurs et des patrouilles anti-sous-marins britanniques, si bien qu’il abandonna toute tentative de poser des mines à l’entrée du port de Gibraltar. Le bâtiment navigua vers le détroit en surface et revendiqua un seul navire coulé en Méditerranée. Ce «naufrage» ne fut pas confirmé par les analyses historiques d'après-guerre.
L’U-26 se dirigea à nouveau dans le détroit, et arriva à Wilhelshaven le 5 décembre 1939 le seul sous-marin qui entra et quitta la Méditerranée durant la Seconde Guerre mondiale,.
Cette mission fut résumée dans le journal de guerre du BdU Kriegstagebuch (KTB) ainsi:
« Ce fut une erreur d'envoyer les U-25, U-26 et U-53 dans la Méditerranée. L’U-25 devait revenir avant même d’y arriver, l’U-53 ne franchit pas le détroit et l’U-26 ne rencontra guère de navires dignes d’être mentionnés. Cette patrouille montre tous les inconvénients d'une mission lointaine en mer. »
Les nombreuses attaques mentionnées ci-dessous sont le résultat de tirs au canon, en particulier à l'extrémité orientale de la Méditerranée. Ceci était dû au fait que la cible potentielle était « indigne d’une torpille ou un objectif difficile pour un torpillage ».

## Soutenir l'Afrika Korps
La 23e flottille d’U-Boote fut créée en septembre 1941 pour intercepter la navigation côtière qui soutenait les forces alliées lors du siège de Tobrouk. Les U-Boote patrouillaient en Méditerranée orientale à partir de la base de la 23e flottille sur l'île de Salamine en Grèce. Le 7 décembre, le commandement de la 23e flottille fut transféré de Kernével au Haut Commandement allemand en Italie dirigé par Albert Kesselring. Des bases supplémentaires furent établies à Pula en Croatie et à La Spezia dans le nord de l'Italie, car de nouveaux sous-marins avaient été envoyés en Méditerranée avant que l’accent ne soit mis sur l'ouest de l'Atlantique pendant les deuxièmes temps heureux.
- L’U-371 passa Gibraltar le 21 septembre 1941[11].
- L’U-559 franchit le détroit de Gibraltar le 26 septembre 1941[11], et coula l'HMAS Parramatta le 27 novembre, le Shuntien (3 059 tonnes) du convoi TA 5 le 23 décembre, et le Warzawa (2 487 tonnes) du convoi AT 6 le 26 décembre[12].
- L’U-97 doubla Gibraltar le 27 septembre 1941[11], envoya par le fond le Samos (1 208 tonnes) et le Pass of Balmaha (758 tonnes) le 17 octobre[13].
- L’U-331 franchit le détroit de Gibraltar le 30 septembre, détruisit une péniche de débarquement britannique (372 tonnes) le 10 octobre, et coula l’HMS Barham le 25 novembre 1941[14].
- L’U-75 passa Gibraltar le 3 octobre, détruisit deux péniches de débarquement britanniques (372 tonnes) le 12 octobre, et coula le Volo (1 587 tonnes) du convoi ME 8 avant d'être coulé par l’HMS Kipling faisant partie de l'escorte de convoi, le 28 décembre 1941[15].
- L’U-79 franchit le détroit de Gibraltar le 5 octobre, endommagea l’HMS Gnat le 21 octobre, et fut coulé le 23 décembre 1941 par des destroyers de la Royal Navy[15].
- L’U-205 doubla Gibraltar le 11 novembre 1941[11].
- L’U-81 franchit le détroit de Gibraltar le 12 novembre et envoya par le fond l’HMS Ark Royal, le 13 novembre 1941[16].
- L’U-433 fut coulé près de Gibraltar le 16 novembre 1941 par l’HMS Marigold[10].
- L’U-565 passa Gibraltar le 16 novembre 1941[11].
- L’U-431 doubla Gibraltar le 24 novembre 1941[11] et endommagea le Myriel (3 560 tonnes) le 13 décembre[17].
- L’U-557 franchit Gibraltar le 26 novembre, détruisit le Fjord (4 032 tonnes) le 2 décembre, puis coula l’HMS Galatea le 15 décembre, et fut coulé le 16 décembre 1941 par le torpilleur italien l’Orione[18],[19].
- L’U-562 passa Gibraltar le 27 novembre 1941[11] et envoya par le fond le Grelhead (4 274 tonnes) le 2 décembre[20].
- L’U-95 fut torpillé par le sous-marin néerlandais O 21 en doublant Gibraltar le 28 novembre 1941[10].
- L’U-652 doubla Gibraltar le 29 novembre 1941[11], détruisit le Saint Denis (1 595 tonnes) le 9 décembre, et le Varlaam Avanesov (6 557 tonnes) le 19 décembre[21].
- L’U-372 franchit le détroit de Gibraltar le 8 décembre 1941[11].
- L’U-375 passa Gibraltar le 9 décembre 1941[11].
- L’U-453 doubla Gibraltar le 9 décembre 1941[11] et coula le navire espagnol Badalona le 13 décembre[22].
- L’U-374 détruisit le chalutier HMS Dame Shirley et le yacht de patrouille HMS Rosabelle en passant Gibraltar le 10 décembre 1941[23] et fut torpillé par l’HMS Unbeaten le 12 janvier 1942[24].
- L’U-568 franchit Gibraltar le 10 décembre 1941[11] et coula l’HMS Salvia le 24 décembre[25]
- L’U-74 passa Gibraltar le 15 décembre 1941[11].
- L’U-77 franchit Gibraltar le 16 décembre 1941[11] et endommagea l’HMS Kimberley le 12 janvier 1942[26].
- L’U-83 doubla Gibraltar le 18 décembre 1941[11].
- L’U-573 franchit le détroit de Gibraltar le 18 décembre 1941[11] et envoya par le fond l’Hellen (5 289 tonnes) le 21 décembre[27].
- L’U-451 fut coulé par un Fairey Swordfish du 812th Naval Air Squadron en franchissant Gibraltar le 21 décembre 1941[10].
- L’U-133 passa Gibraltar le 21 décembre 1941[11].
- L’U-577 doubla Gibraltar le 23 décembre 1941[11] et fut coulé par des avions, le 9 janvier 1942[28].
- L’U-73 franchit Gibraltar le 14 janvier[11].
- L’U-561 traversa le détroit de Gibraltar le 15 janvier 1942[11].

## Deuxième période des temps heureux
La Spezia devint le quartier général lorsque les sous-marins allemands de la Méditerranée furent réorganisés comme la 29e flottille de U-Boote en mai 1942. Aucun sous-marin supplémentaire ne fut affecté à la Méditerranée entre la mi-janvier jusqu’au début octobre 1942 car les opportunités le long de la côte Est de l'Amérique du Nord semblaient plus productives alors que l'Afrika Korps volait de succès en succès vers l'Égypte. La 29e flottille se focalisa sur les convois approvisionnant Malte et les forces britanniques en Égypte. Pour ces opérations longues, les sous-marins passèrent environ un tiers du temps en patrouille, un tiers en transit vers ou à partir de leur base pour l'approvisionnement et le ravitaillement de routine, et un tiers en refonte majeure ou en réparation à la suite d'une bataille. La 29e flottille forte de vingt sous-marins permit d’avoir en patrouille de routine trois sous-marins de Salamine en Méditerranée orientale, et trois de La Spezia dans la Méditerranée occidentale. La perte de l’U-372 et de l’U-568 à la suite d'attaques subies de douze heures démontra la vulnérabilité des patrouilles de sous-marins indépendants face une équipe de destroyers qui pourrait chasser un U-Boot immergé jusqu'à l'épuisement de son air et de sa batterie, plutôt que de fuir après quelques attaques.
- L’U-73 coula l’HMS Eagle le 11 août 1942[30].
- L’U-74 fut coulé le 2 mai 1942 par des avions et des destroyers[30].
- L’U-77 envoya par le fond l’HMS Grove le 12 juin, puis les voiliers Vassiliki le 22 juillet, et Toufic El Rahman le 24 juillet, le Fany le 30 juillet, et le Saint Simon le 1er août. L’U-77 poursuivit sa patrouille le long des côtes de Chypre, de la Palestine et du Liban endommageant Adnan et coulant l’Ezzet le 6 août, le Kharouf le 10 août et le Daniel le 16 août 1942[26].
- L’U-81 détruisit le Caspia (6 018 tonnes), le chalutier français Viking et les voiliers Bab el Faraq et Farouh el Kher le 16 avril 1942. L'U-81 coula les voiliers Hefz el Rahman le 19 avril, Aziza et El Saadia sur 22 avril, et enfin le Havre (2 073 tonnes) du convoi AT 49 le 10 juin 1942[31].
- L’U-83 endommagea le Crista (2 590 tonnes) le 17 mars 1942, et coula l’Esther (100 tonnes) et le Saïd (231 tonnes) le 8 juin, le Typhoon (175 tonnes) le 9 juin, le Q-ship l’HMS Farouk le 13 juin, et le Princess Marguerite (5 875 tonnes) le 17 août 1942[32].
- L’U-97 coula le Memas (1 755 tonnes) et le Zealand (1 433 tonnes) du convoi Metril le 28 juin 1942, puis le Marilyse Moller (786 tonnes) le 1er juillet[13].
- L’U-133 envoya par le fond l’HMS Gurkha le 17 janvier 1942[33] et fit naufrage après avoir heurté une mine au large de Salamine le 12 mars 1942[34].
- L’U-205 détruisit le Slavol (2 623 tonnes) le 26 mars 1942, et l’HMS Hermione le 16 juin 1942[35].
- L’U-331 bombarda la centrale électrique de Beyrouth en avril 1942[30].
- L’U-371
- L’U-372 coula l’HMS Medway le 30 juin 1942, et fut chassé jusqu'à l'épuisement le 3 août 1942[30].
- L’U-375 envoya par le fond le Hero (1 376 tonnes) le 6 juillet 1942, l’Amina (87 tonnes) et l’Ikbal (176 tonnes) le 30 juillet, et endommagea l’Empire Kumari (6 288 tonnes) du convoi LW 38 le 26 août. Il coula également l’Arnon (558 tonnes), le Miriam (38 tonnes) et le Salina (108 tonnes) le 3 septembre. Il détruisit ensuite le Turkian (113 tonnes) le 6 septembre 1942[36].
- L’U-431 détruisit le chalutier HMS Sotra le 29 janvier 1942, puis l’Eocène (4 216 tonnes) du convoi AT 46 le 20 mai, et endommagea le LCT-119 le 20 juin 1942[17].
- L’U-453 endommagea le navire-hôpital Somersetshire, le 7 avril 1942[22].
- L’U-559 coula l’Athene (4 681 tonnes) et endommagea le Brambleleaf (5 917 tonnes) du convoi AT 49 le 10 juin 1942[12].
- L’U-561 mouilla un champ de mines à l'embouchure du canal de Suez, entrainant le naufrage du Mount Olympus (6 692 tonnes), endommageant le Hav (5 062 tonnes) et le Fred (4 043 tonnes)[37].
- L’U-562 endommagea l’Adinda (3 359 tonnes) le 24 juillet 1942[20].
- L’U-565 envoya par le fond l’HMS Naiad le 11 mars 1942 et le Kirkland (1 361 tonnes) du convoi TA 36 le 23 avril[38].
- L’U-568 fut chassé jusqu'à l'épuisement le 28 mai 1942[30].
- L’U-573 fut interné en Espagne après les dégâts causés par une bombe le 1er mai 1942[30].
- L’U-652 coula l’HMS Heythrop le 20 mars 1942, et l’HMS Jaguar le 26 mars[21] et fut détruit le 2 juin 1942 par le 815 Naval Air Squadron[30].

## Invasion alliée de l'Afrique du Nord

### Premiers engagements
Davantage de sous-marins furent affectés à la 29e flottille lorsque s’améliorèrent les mesures de guerre anti-sous-marine le long de la côte est de l'Amérique du Nord mettant fin à la « seconde période des jours heureux ». Quand un Short Sunderland en patrouille trouva l’U-559, l'avion appela cinq destroyers capables de maintenir le contact en lâchant 150 charges de profondeur sur une durée de dix heures afin que le sous-marin ne tente pas de filer en surface à la faveur de la nuit. En attendant les destroyers, il ouvrit le feu dès que le sous-marin fit surface, et l'équipage du sous-marin abandonna le navire. La Royal Navy monta à bord du U-Boot qui coulait et récupéra les documents de codage allemands avant que l’U-559 ne sombre.
La deuxième bataille d'El Alamein provoqua une concentration de sous-marins en Méditerranée occidentale en prévision d'une invasion amphibie alliée. Cinq sous-marins prirent contact avec les convois de l’opération Torch, et deux meutes de loups furent constituées près des points d'invasion. L’U-73, l’U-81, l’U-458, l’U-565, l’U-593, l’U-595, l’U-605 et l’U-617 se rassemblèrent autour d’Oran et formèrent le Gruppe Delphin (Groupe Dauphin); alors que l’U-77, l’U-205, l’U-331, l’U-431, l’U-561 et l’U-660 se rassemblèrent autour d'Alger pour constituer le Gruppe Hai (Groupe Requin). Cinq sous-marins furent coulés en s’opposant à l'invasion.
- L’U-73 endommagea le Lalande (7 453 tonnes) le 14 novembre 1942 et coulea le Liberty Ship Arthur Middleton du convoi UGS 3 le 1er janvier 1943[40].
- L’U-77 coula le Mahrous (18 tonnes) le 20 octobre 1942, endommagea l’HMS Stork le 12 novembre, et détruisit l’Empire Banner (6 699 tonnes) et l’Empire Webster (7 043 tonnes) du convoi KMS 8 le 7 février. L’U-77 endommagea le Hadleigh (5 222 tonnes) et le Merchant Prince (5 229 tonnes) du convoi ET 14 le 16 mars[26] et fut coulé le 29 mars 1943 par des Lockheed Hudson[41].
- L’U-81 envoya par le fond le Garlinge (2 012 tonnes) le 10 novembre 1942 et le Maron (6 487 tonnes) le 13 novembre. L’U-81 endommagea le Saroena (6 671 tonnes) le 10 février 1943 et coula les voiliers Al Kasbanah, Dolphin, Husni, et Sabah el Kheir le 11 février. L’U-81 récidiva avec le Bourghieh (244 tonnes) et le voilier Mawahab Allah le 20 mars 1943, et le voilier Rousdi le 28 mars[31].
- L’U-83 fut coulé le 23 mars 1943 par un Lockheed Hudson du 500e escadron de la RAF[41].
- L’U-97 était en réparation à Salamine[30].
- L’U-205 fut détruit le 17 février 1943 par des avions et des destroyers[41].
- L’U-331 envoya par le fond l’USS Leedstown le 9 novembre 1942, avant d'être coulé par des avions le 17 novembre[39].
- L’U-371 coula le chalutier HMS Jura et endommagea le Ville de Strasbourg (7 159 tonnes) du convoi MKS 5 le 7 janvier 1943 avant d’envoyer par le fond le Fintra (2 089 tonnes) le 23 février et d'endommager le Liberty Ship Daniel Carroll du convoi TE 16 le 28 février[42].
- L’U-375 endommagea l’HMS Manxman le 1er décembre 1942[36].
- L’U-431 coula l’HMS Martin le 10 novembre 1942, l’HNLMS Isaac Sweers le 13 novembre, et les voiliers Alexandria le 23 janvier 1943, Mouyassar et Omar el Kattab le 25 janvier, et Hassan le 26 janvier, avant d'endommager le City of Perth (6 415 tonnes) du convoi MKS 10 le 26 mars 1943[17].
- L’U-453 détruisit le Jean Jadot (5 859 tonnes) du convoi KMS 7 le 20 janvier 1943[22].
- L’U-559 coula le Bringhi (200 tonnes) le 12 octobre 1942 et fut chassé jusqu’à l'épuisement le 30 octobre[12].
- L’U-561 envoya par le fond le Sphinx (39 tonnes) le 24 septembre 1942[37].
- L’U-562 détruisit le Strathallan (23 722 tonnes) du convoi KMF 5 le 21 décembre 1942[20], et fut coulé le 23 février 1943 par des avions et des destroyers[41].
- L’U-565 coula l’HMS Partridge le 18 décembre 1942, endommagea le Liberty ship Nathanael Greene du convoi MKS 8 le 24 février 1943 et endommagea le Seminole (10 389 tonnes) du convoi TE 16 le 27 février[38].

### Renforts
- L’U-605 doubla Gibraltar le 10 octobre[43] et fut coulé au large d'Oran le 14 novembre 1942 par un Lockheed Hudson du 233e escadron de la RAF[39].
- L’U-458 passa le détroit de Gibraltar le 11 octobre 1942[43].
- L’U-593 franchit Gibraltar le 11 octobre 1942[43] et coula le Browning (5 332 tonnes) du convoi KMS 2 le 12 novembre, le Daflia (1 940 tonnes) et le Kaying (2 626 tonnes) le 18 mars 1943, et le City of Guildford (5 157 tonnes) du convoi XT 7 le 27 mars[44].
- L’U-660 doubla le détroit de Gibraltar le 11 octobre[43] et fut coulé au large d'Oran le 12 novembre 1942 par des destroyers[39].
- L’U-617 passa Gibraltar le 8 novembre 1942[43], et coula le remorqueur HMS Saint Issey le 28 décembre, l’Annitsa (5 324 tonnes) et l’Harboe Jensen (1 862 tonnes) le 15 janvier 1943, l'HMS Welshman le 1er février, et le Corona (3 264 tonnes) et l’Henrik (1 350 tonnes) du convoi AW 22 le 5 février[45].
- L’U-407 franchit Gibraltar le 9 novembre 1942[43] et envoya par le fond le Viceroy of India (19 627 tonnes) le 11 novembre[46].
- L’U-595 doubla Gibraltar le 9 novembre[43] et fut coulé au large d'Oran le 14 novembre 1942 par des Lockheed Hudson[39].
- L’U-596 passa Gibraltar le 9 novembre 1942[43], coula le LCI-162 le 7 février 1943, endommagea l’Empire Standard (7 047 tonnes) et le Liberty Ship Fort Norman du convoi KMS 10 le 9 mars, et coula le Liberty Ship Fort à la Corne et l’Hallanger (9 551 tonnes) du convoi ET 16 le 30 mars 1943[47].
- L’U-755 franchit le détroit de Gibraltar le 9 novembre 1942[43] et envoya par le fond le chalutier Sergent Gouarne le 26 mars 1943[48].
- L’U-259 doubla Gibraltar le 11 novembre[43] et fut coulé le 15 novembre 1942 par un Lockheed Hudson du 500e escadron de la RAF[39].
- L’U-380 passa le détroit de Gibraltar[43] et coula le Nieuw Zealand (11 069 tonnes) le 11 novembre 1942, et endommagea le Liberty Ship Ocean Seaman du convoi ET 14 le 15 mars 1943[49].
- L’U-443 franchit le détroit de Gibraltar le 5 décembre 1942[43], et coula l’HMS Blean le 11 décembre et l’Edencrag (1 592 tonnes) du convoi TE 9 le 14 décembre[50] avant d'être coulé par des destroyers le 23 février 1943[41].
- L’U-602 doubla Gibraltar le 8 décembre 1942[43] et endommagea l’HMS Porcupine le 9 décembre[51].
- L’U-301 passa Gibraltar le 9 décembre 1942[43] et fut torpillé par l’HMS Sahib le 20 janvier 1943[41].
- L’U-224 franchit Gibraltar le 9 janvier 1943[43] et fut envoyé par le fond le 13 janvier par le HMCS Ville de Quebec[41].

## Couverture de la retraite de Tunisie via la Sicile

### Premiers engagements
Les armées alliées avançant à travers l'Afrique du Nord et la Sicile construisaient des aérodromes augmentant la fréquence de détection des sous-marins par des avions. La 29e flottille se focalisa sur les convois de la Méditerranée occidentale qui approvisionnaient les troupes alliées, mais trois sous-marins restèrent basés à Salamine afin de maintenir une présence en Méditerranée orientale et ainsi faire que les Alliés répartissent leurs moyens de guerre anti sous-marine. Le 1er août 1943, le 29e flottille déplaça son quartier général de La Spezia à Toulon où elle pouvait utiliser l'ancienne base navale française pour les patrouilles dans la Méditerranée occidentale.
- L’U-73 coula le Brinkburn (1 598 tonnes) du convoi TE 22 le 21 juin, et endommagea l’Abbeydale (8 299 tonnes) du convoi XTG 2 le 27 juin 1943[40].
- L’U-81 envoya par le fond le Yoma (8 131 tonnes) du convoi GTX 2 le 17 juin, le voilier Nisr le 25 juin, les voiliers Nelly et Toufic Allah le 26 juin et le Michalios (3 742 tonnes) le 27 juin, avant d'endommager l'Empire Moon (7 472 tonnes) le 22 juillet[31].
- L’U-97 détruisit le Palima (1 179 tonnes) le 12 juin 1943 et le Athelmonarch (8 995 tonnes) le 15 juin[13] avant d'être coulé le 16 juin par un Lockheed Hudson du 459e escadron de la RAAF[53].
- L’U-371 coula le Merope (1 162 tonnes) le 27 avril, endommagea le Liberty ship Matthew Maury et Gulfprince (6 561 tonnes) du convoi ET 22A le 10 juillet 1943, et détruisit le Contractor (6 004 tonnes) du convoi GTX 5 le 7 août 1943[42].
- L’U-375 envoya par le fond le City of Venice (8 762 tonnes) et le Saint Essylt (5 634 tonnes) du convoi KMS 18B le 4 juillet 1943[36] avant d'être coulé à son tour le 30 juillet 1943 par le chasseur de sous-marin PC-624[53].
- L’U-380 endommagea le Liberty ship Pierre Soulé le 23 août 1943[49].
- L’U-407 endommagea l’HMS Newfoundland le 23 juillet 1943[46].
- L’U-431
- L’U-453 endommagea l’Oligarch (6 894 tonnes) du convoi GTX 3 le 30 juin, et coula le Shahjehan (5 454 tonnes) du convoi MWS 36 le 6 juillet 1943[22].
- L’U-458 fut coulé le 22 août 1943 par l'escorte du convoi MKF 22[53].
- L’U-561 fut coulé le 12 juillet 1943 par la Vedette-torpilleur MTB-81[53].
- L’U-565 détruisit le Michigan (5 594 tonnes) et le Sidi-Bel-Abbès (4 392 tonnes) du convoi UGS 7 le 20 avril 1943[38].
- L’U-593 envoya par le fond le Runo (1 858 tonnes) le 11 avril, puis endommagea le LST-333 et le LST-387 le 22 juin et coula le Devis (6 054 tonnes) du convoi KMS 18B le 5 juillet 1943[44].
- L’U-596 coula l’El Sayeda (68 tonnes) le 20 août 1943, le Lily (130 tonnes), le Namaz (50 tonnes) et le Panikos (21 tonnes) le 21 août, puis le Nagwa (183 tonnes) le 30 août et enfin le Hamidieh (80 tonnes) le 7 septembre[47].
- L’U-602 fut perdu pour des raisons inconnues en avril 1943[41].
- L’U-617 fut coulé par l’HMS Puckeridge le 6 septembre[45].
- L’U-755 détruisit le Simon Duhamel II (928 tonnes) du convoi TE 20 le 2 avril[48] avant d'être envoyé par le fond par un Lockheed Hudson du 608e escadron de la RAF le 28 mai 1943[41].

### Renforts
- L’U-303 franchit le détroit de Gibraltar le 9 avril[43] et fut torpillé par l’HMS Sickle le 21 mai 1943[41].
- L’U-414 passa Gibraltar le 9 avril[43], coula l’Empire Eve (5 979 tonnes) et endommagea le Liberty ship Fort Anne du convoi KMS 14 le 18 mai[54] avant d'être coulé le 25 mai 1943 par l’HMS Vetch[41].
- L’U-410 doubla Gibraltar le 6 mai 1943[43], et détruisit les Liberty ships Richard Henderson et John Bell du convoi UGS 14 le 23 août 1943[55].
- L’U-447 fut coulé au large de Gibraltar, le 7 mai 1943 par des Lockheed Hudson du 233e escadron de la RAF[41].
- L’U-616 franchit le détroit de Gibraltar, le 7 mai 1943[43].
- L’U-409 doubla Gibraltar le 5 juin[43] et fut coulé le 12 juillet 1943 par l’HMS Inconstant[53].

## Après l'armistice italien

### Premiers engagements
Comme les forces d'escortes alliées devinrent de plus en plus nombreuses en Méditerranée, la tactique de chasse des U-boots détectés jusqu’à l'épuisement reçu le nom de Swamp et fut mise en œuvre de plus en plus souvent. Les U-boots lançaient des torpilles G7es à détection passive contre les destroyers, mais étaient incapables de faire face à un groupe d'escorteurs. Les sous-marins au port furent soumis aux raids aériens de l'USAAF depuis les aérodromes nouvellement construits. Les sous-marins survivants à Toulon furent sabordés quand l'opération Dragoon (l'invasion de la France méridionale) ferma la base de la 29e flottille le 15 août 1944. Trois sous-marins subsistaient à Salamine jusqu'à ce que les forces alliées les atteignent le 19 septembre 1944.
- L’U-73 endommagea le Liberty ship John S. Copley du convoi GUS 24[40] et fut coulé par l'escorte du convoi, le 16 décembre 1943[57].
- L’U-81 coula l'Empire Dunstan (2 887 tonnes) le 18 novembre 1943[31] avant d'être détruit par un raid de l'USAAF sur Pula le 9 janvier 1944[56].
- L’U-371 envoya par le fond l’HMS Hythe le 11 octobre, l’USS Bristol le 13 octobre, et endommagea le Liberty ship James Russell Lowell du convoi GUS 18 le 15 octobre. L’U-371 coula le Dempo (17 024 tonnes) et le Maiden Creek (6 165 tonnes) du convoi SNF 17 le 17 mars 1944 et endommagea l’USS Menges et le destroyer français d’escorte Sénégalais du convoi GUS 38 avec des torpilles G7es le 3 mai 1944, tout en étant chassé jusqu'à l'épuisement par les escorteurs du convoi[42].
- L’U-380 fut détruit par un bombardement de l’USAAF le 11 mars 1944 sur Toulon[56].
- L’U-407 endommagea l’HMS Birmingham le 28 novembre 1943, coula le Rod el Faraq (55 tonnes) le 27 février 1944, et endommagea l’Ensis (6 207 tonnes) le 29 février. L’U-407 coula ensuite le Meyer London (7 210 tonnes) et endommagea le Liberty ship Thomas G. Masaryk du convoi UGS 37 le 16 avril[46], et fut coulé par des destroyers au large Salamine le 19 septembre 1944[58].
- L’U-410 envoya par le fond le Liberty ship Christian Michelsen du convoi UGS 17 le 26 septembre 1943, puis le Liberty ship Fort Howe et endommagea l’Empire Commerce (3 722 tonnes) du convoi MKS 26 le 1er octobre. Il coula ensuite le Liberty ship Fort Saint Nicolas le 15 février 1944, l’HMS Penelope le 18 février, et le LST-348 le 20 février[55] avant d'être détruit par un bombardement de l’USAAF sur Toulon le 11 mars 1944[56].
- L’U-431 fut détruit le 21 octobre 1943 par un Vickers Wellington du 179eme escadron de la RAF[57].
- L’U-453 coula l’Aqia Paraskevi (80 tonnes), le Himli (67 tonnes), et le Salem (81 tonnes) le 1er février 1944 et le Yahiya (64 tonnes) le 2 février. Il envoya par le fond le Liberty ship Fort Missanabie du convoi HA 43 le 19 mai[22] et fut chassé jusqu'à l'épuisement par des escorteurs du convoi le 21 mai 1944[56].
- L’U-565 fut sabordé à Salamine le 19 septembre 1944[28].
- L’U-593 détruisit le Liberty ship William W. Gerhard du convoi NSS 3 le 21 septembre 1943, l’USS Skill le 25 septembre, le Mont Viso (4 531 tonnes) du convoi KMS 30 le 3 novembre, et l’HMS Holcombe et l’HMS Tynedale du convoi KMS 34 grâce à des torpilles G7es le 12 décembre[44] puis fut chassé jusqu’à l'épuisement par l’escorte du convoi, le 13 décembre 1943[57].
- L’U-596 envoya par le fond le Marit (5 542 tonnes) du convoi XT 4 le 4 octobre et le Cap Padaran (8 009 tonnes) du convoi HA 11 le 9 décembre 1943[47] avant d'être sabordé à Salamine le 19 septembre 1944[28].
- L’U-616 détruisit l’USS Buck le 9 octobre 1943 et le LCT-553 le 11 octobre, et endommagea le Fort Fidler (7 127 tonnes) et le G.S. Walden (10 627 tonnes) du convoi GUS 39[59] avec des torpilles G7es avant d'être chassé jusqu’à l'épuisement par des escorteurs du convoi le 14 mai 1944[56].
- L’U-617 fut coulé le 11 septembre 1943 par des Vickers Wellington du 179e escadron de la RAF[60].

### Renforts
- L’U-223 passa le détroit de Gibraltar le 26 septembre 1943[60], endommagea le Stanmore (4 970 tonnes) du convoi KMS 27 le 2 octobre, endommagea l’HMS Cuckmere avec une torpille G7es le 11 décembre, et torpilla l’HMS Laforey[61] puis fut chassé jusqu’à l'épuisement le 29 mars 1944[56].
- L’U-450 doubla Gibraltar le 1er novembre 1943 et fut coulé le 10 mars 1944 par des destroyers de la Royal Navy[56].
- L’U-642 franchit Gibraltar le 3 novembre 1943 et fut détruit par des bombardements de l’USAAF sur Toulon le 5 juillet et le 6 août 1944[62].
- L’U-230 passa Gibraltar le 5 décembre 1943[62], coula le LST-418 le 16 février 1944, le LST-305 le 20 février, et le chasseur de sous-marin PC-558 le 9 mai[63] avant d'être sabordé à Toulon le 21 août 1944[64].
- L’U-952 doubla Gibraltar le 3 janvier 1944, détruisit le Liberty ship William B. Woods le 10 mars[65] et fut détruite par des bombardements de l’USAAF sur Toulon le 5 juillet et 6 août 1944[62].
- L’U-343 franchit Gibraltar le 5 janvier 1944 et fut envoyé par le fond le 10 mars 1944 par le chalutier Mull[56].
- L’U-455 passa le détroit de Gibraltar le 22 janvier 1944 et fut perdu pour des raisons inconnues quelque temps après le 6 avril 1944[66].
- L’U-969 doubla Gibraltar le 3 février 1944, endommagea les Liberty ships George Cleeve et Peter Skene Ogden du convoi GUS 31 le 22 février[67], et fut détruit par des bombardements de l’USAAF sur Toulon le 5 juillet et le 6 août 1944[62].
- L’U-586 passa le détroit de Gibraltar le 13 février 1944 et fut détruit par des bombardements de l’USAAF sur Toulon le 5 juillet et le 6 août 1944[62].
- L’U-967 franchit Gibraltar le 12 février 1944[62], envoya par le fond l’USS Fechteler avec une torpille G7es le 5 mai[68], et fut sabordé à Toulon le 19 août 1944[69].
- L’U-421 doubla Gibraltar le 20 mars 1944 et fut détruit par un raid de bombardement de l’USAAF le 29 avril 1944 sur Toulon[66].
- L’U-466 franchit Gibraltar le 22 mars 1944[62] et fut sabordé à Toulon le 19 août 1944[70].
- L’U-471 passa le détroit de Gibraltar le 31 mars 1944 et fut détruit par des bombardements de l’USAAF sur Toulon le 5 juillet et le 6 août 1944[62].
- L’U-960 doubla Gibraltar le 30 avril 1944 et fut chassé jusqu'à l'épuisement le 19 mai 1944[71].

## Succès et échecs

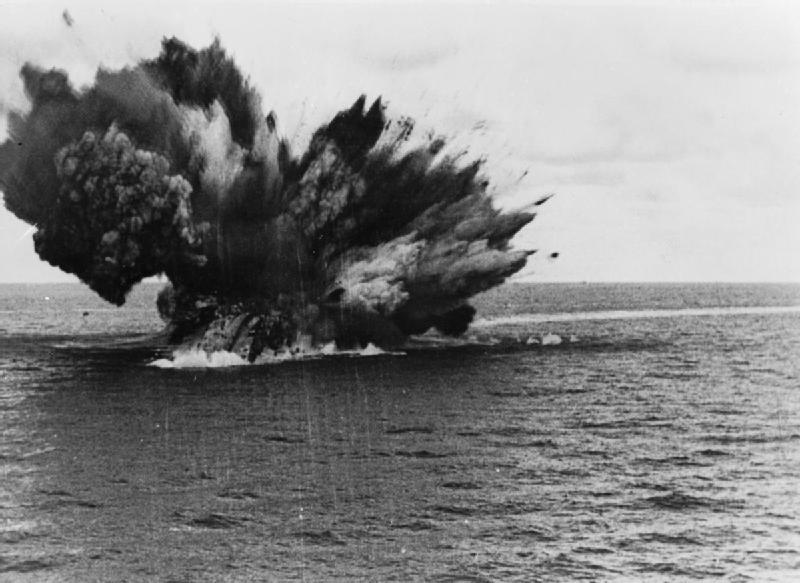
L’ explose après que ses magasins d’obus de 15 pouces ont été touchés, le 25 novembre 1941.

Les Allemands coulèrent 95 navires marchands alliés totalisant 449 206 tonnes et 24 navires de guerre de la Royal Navy, dont deux porte-avions, un cuirassé, quatre croiseurs et 12 destroyers pour 62 U-boots perdus. Des succès notables furent le naufrage du HMS Barham, de l’HMS Ark Royal, de l’HMS Eagle et du HMS Penelope.

## U-Boote coulés par des sous-marins alliés
Quatre sous-marins allemands furent coulés par des sous-marins alliés en Méditerranée.
Le sous-marin allemand U-95 fut coulé le 28 novembre 1941 en Méditerranée occidentale, au sud-ouest de Almería, à la position 36° 24′ N, 3° 20′ O par des torpilles du sous-marin néerlandais la HrMs O21. 35 membres d'équipage périrent et 12 survécurent.
L’U-301 fut envoyé par le fond le 21 janvier 1943 en Méditerranée, à l'ouest de Bonifacio, à la position 41° 27′ N, 7° 04′ E par des torpilles du sous-marin britannique HMS Sahib. 45 membres de l'équipage décédèrent et 1 survécut.
L’U-303 fut coulé le 21 mai 1943 en Méditerranée occidentale au sud de Toulon, à la position 42° 50′ N, 6° 00′ E par des torpilles du sous-marin britannique HMS Sickle. 20 membres de l'équipage périrent et 28 survécurent.
L’U-374 fut détruit le 12 janvier 1942 en Méditerranée occidentale, à l'est du cap Spartivento, à la position 37° 50′ N, 16° 00′ E, par des torpilles du sous-marin britannique HMS Unbeaten. Un seul membre de l'équipage sur 45 survécut.